# Championnat d'Inde de football
Ne doit pas être confondu avec Indian Super League.
Le championnat d'Inde de football, officiellement appelé I-League, est une compétition sportive créée en 1996 qui rassemble actuellement neuf clubs du pays. Le championnat est professionnel depuis 2007 et est concurrencé depuis 2013 par l'Indian Super League (ISL). En 2022, l'I-League devient la deuxième division, un système de promotion est instauré vers l'Indian Super League.

## Histoire
Le championnat amateur est créé en 1996 sous le nom de National Football League. En 2007, le championnat adopte un statut professionnel. 
Actuellement, le nombre de joueurs étrangers est limité à quatre par équipes afin de favoriser l'émergence de joueurs professionnels locaux.

## Clubs participants
| \| Mohun Bagan East Bengal Sporting Goa Dempo SC Salgaocar Bengaluru FC Shillong Lajong Mumbai FC DSK Shivajians \| Les clubs de l'édition 2017. |
| Mohun Bagan East Bengal Sporting Goa Dempo SC Salgaocar Bengaluru FC Shillong Lajong Mumbai FC DSK Shivajians                                    |

| Clubs           | Ville     | Stade                   | Capacité |
| --------------- | --------- | ----------------------- | -------- |
| Bengaluru FC    | Bengalore | Sree Kanteerava Stadium | 24 000   |
| Mumbai FC       | Bombay    | Cooperage Ground        | 5 000    |
| East Bengal     | Calcutta  | Salt Lake Stadium       | 120 000  |
| Mohun Bagan     | Calcutta  | Mohun Bagan Ground      | 22 000   |
| DSK Shivajians  | Pune      | Balewadi Sports Complex | 22 000   |
| SC Goa          | Goa       | Fatorda Stadium         | 35 000   |
| Dempo SC        | Goa       | Fatorda Stadium         | 35 000   |
| Salgaocar SC    | Goa       | Fatorda Stadium         | 35 000   |
| Shillong Lajong | Shillong  | Nehru Stadium           | 30 000   |

## Palmarès
- 1996-1997 : JCT Mills
- 1997-1998 : Mohun Bagan
- 1998-1999 : Salgaocar SC
- 1999-2000 : Mohun Bagan
- 2000-2001 : East Bengal
- 2001-2002 : Mohun Bagan
- 2002-2003 : East Bengal
- 2003-2004 : East Bengal
- 2004-2005 : Dempo SC
- 2005-2006 : Mahindra United
- 2006-2007 : Dempo SC
- 2007-2008 : Dempo SC
- 2008-2009 : Churchill Brothers
- 2009-2010 : Dempo SC
- 2010-2011 : Salgaocar SC
- 2011-2012 : Dempo SC
- 2012-2013 : Churchill Brothers
- 2013-2014 : Bengaluru FC
- 2015 : Mohun Bagan AC
- 2016 : Bengaluru FC
- 2017 : Aizawl FC
- 2018 : Minerva Punjab
- 2019 : Chennai City
- 2020 : Mohun Bagan AC
- 2021 : Gokulam Kerala
- 2022 : Gokulam Kerala
- 2023 : Punjab FC

## Buteurs
- 1996-1997 :   Baichung Bhutia (14)
- 1997-1998 :   Raman Vijayan (10)
- 1998-1999 :   Philip Mensah (11)
- 1999-2000 :   Igor Shkvyrin (11)
- 2000-2001 :   Jose Ramirez Barreto (14)
- 2001-2002 :   Yusif Yakubu (18)
- 2002-2003 :   Yusif Yakubu (21)
- 2003-2004 :   Cristiano Júnior (15)
- 2004-2005 :   MacPherlin Dudu Omagbemi (21)
- 2005-2006 :   Ranty Martins Soleye (13)
- 2006-2007 :   Ranty Martins Soleye /  Odafe Onyeka Okolie (16)
- 2007-2008 :   Odafe Onyeka Okolie (22)
- 2008-2009 :   Odafe Onyeka Okolie (24)
- 2009-2010 :   Odafe Onyeka Okolie (21)
- 2010-2011 :   Ranty Martins Soleye (30)
- 2011-2012 :   Ranty Martins Soleye (32)
- 2012-2013 :   Ranty Martins Soleye (26)
- 2013-2014 :   Sunil Chhetri /  Cornell Glen /  Darryl Duffy (14)
- 2015 :   Ranty Martins Soleye (17)
- 2016 :   Ranty Martins Soleye (12)
- 2017 :   Aser Pierrick Dipanda (11)
- 2017-2018 :   Aser Pierrick Dipanda (13)
- 2018-2019 :  Pedro Manzi  / Willis Plaza (21)